# Nascent Glacier
Der Nascent Glacier (englisch für werdender oder unausgereifter Gletscher) ist ein kurzer Gletscher mit überwiegend glatter Oberfläche an der Borchgrevink-Küste des ostantarktischen Viktorialands. Er fließt im äußersten Osten der Mountaineer Range in südöstlicher Richtung zum Rossmeer, das er zwischen dem Gebirgskamm Gauntlet Ridge und dem Index Point erreicht.
Das New Zealand Antarctic Place-Names Committee verlieh ihm aufgrund seiner Beschaffenheit einen deskriptiven Namen.